# Luserna
Luserna (Lusérn in cimbro e Lùsern in tedesco) è un comune italiano di 269 abitanti della provincia di Trento ed è un'isola linguistica cimbra. Il suo nome deriverebbe infatti dal cimbro Laas, che voleva indicare valico, località di accesso alla Valsugana. Fa parte dei borghi più belli d'Italia. Il comune è gemellato con Tiefenbach (Passavia).

## Geografia fisica
Luserna si colloca sul settore sud-orientale della Magnifica Comunità degli Altipiani Cimbri, non lontano da passo Vezzena (1402 m s.l.m.) che permette il collegamento con l'altopiano di Lavarone.

## Storia

### Eredi di antichi coloni

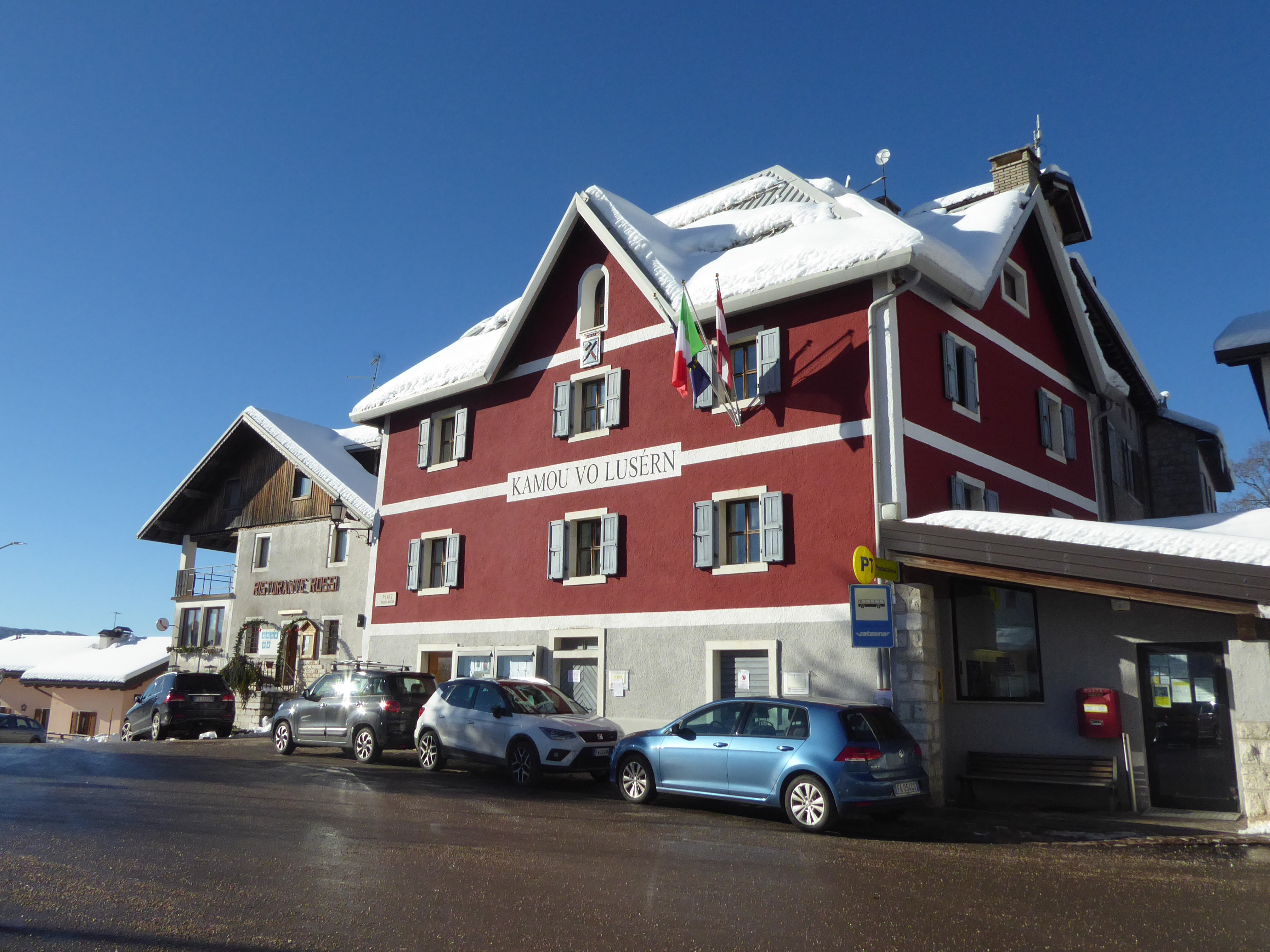
Municipio di Luserna

Dai resti di antichi forni per la fusione del rame risalenti al XIII secolo a.C. è possibile stabilire che il monte di Luserna risultò già abitato in età preistorica, ma le informazioni su questi primi coloni sono scarse.
In epoca medievale la zona fu colonizzata da genti di origine germanica fatti arrivare su questi monti principalmente dal principe vescovo di Trento Federico Vanga. In questo periodo il territorio montano compreso tra i fiumi Adige e Brenta, fino a quel momento in prevalenza disabitato, vide la nascita di piccole comunità rurali dedite al taglio del legname e alla pastorizia. Poi attorno ai primi insediamenti crebbero villaggi di maggiori dimensioni. Già nel XVII secolo la popolazione in quest'area era arrivata ai 20 000 abitanti.

### Cimbri sugli altipiani
Gli antichi coloni portarono in questi nuovi territori la propria lingua e le proprie millenarie tradizioni. Ancora oggi nel paese si tramandano di generazione in generazione alcune leggende cimbre e per secoli i loro usi, i costumi, ma in particolare la lingua (detta lingua cimbra appunto), affascinarono ed interessarono intellettuali ed esperti delle più diverse materie. Un'antica leggenda fa risalire l'origine di questa popolazione germanofona al popolo di uguale nome, proveniente dal territorio dello Jutland, in Danimarca, che tentò di invadere la penisola italica ma che fu sconfitto dall'esercito romano sotto la guida di Gaio Mario. Secondo questa leggenda, ormai confutata anche da analisi del DNA , parte di questa popolazione belligerante si sarebbe ritirata sulle montagne dell'Altopiano di Asiago, originando la stirpe dei moderni Cimbri. 
La seconda ipotesi affermatasi sul finire dell'Ottocento, anche grazie al ritrovamento di un documento datato 1083 d.C. conservato gelosamente presso il Monastero di Benediktbeuern , vede l'origine dei cimbri dovuta alla discesa dalla Germania meridionale, intorno all'anno mille, di gruppi di famiglie provenienti per lo più dall'area linguistica bavaro-tirolese. I così nominati "roncadores" ovvero roncatori, gente molto abile nel dissodare e rendere utilizzabili ampi terreni e foreste, arrivarono dapprima nelle zone dei Tredici Comuni Veronesi - Draizig Komaunj che grazie a Cangrande I della Scala acquisirono un'ampia forma di autonomia. 
Ne seguì una seconda ondata di colonizzazione che vide l'arrivo di queste genti sull'Altopiano dei Sette Comuni - Siben Alte Komoine, che fondarono nel 1311 la Spettabile Reggenza dei Sette Comuni con amplissime forme di autonomia. 
La terza e ultima ondata di colonizzazione Cimbra coincise con la nascita di masi lungo la dorsale della Costa Cartura, il territorio che ora comprende Centa San Nicolò, Vattaro, Folgaria, Lavarone, Luserna fino alla zona di Terragnolo. Diversamente da quanto avvenuto altrove, la lingua cimbra si è mantenuta ancora viva a Luserna, anche se questa versione di cimbro viene considerata la più moderna, essendo stata influenzata dal tedesco moderno. Oggi comunque tale idioma è oggetto di approfondite indagini, soprattutto da parte di studiosi tedeschi che possono praticare una sorta di "archeologia linguistica". Per meglio tutelare l'unicità culturale di questa comunità la Provincia autonoma di Trento e la Regione Trentino-Alto Adige/SüdTirol, promuovono significativi interventi per la salvaguardia di ciò che è ritenuto un patrimonio di tutti.

### Onoranda Vicinia di Luserna
Il piccolo paese di Luserna viene citato per la prima volta in un documento il 24 gennaio 1442 come Monte Luxernae. Risulta infatti, che un tale Ser Biagio vendette al Duca Federico IV d'Asburgo, detto il Tasca Vuota, i suoi quattro masi sul Monte di Luserna per 55 ducati d'oro.
Dopo questo primo eccezionale documento, Luserna compare più volte negli scritti che vanno via via a delineare la storia degli altopiani.
Già nel 1454 risulta che dei contadini di Lavarone si trasferirono, come livellari della Parrocchia di Santa Maria di Brancafora, ora frazione di Pedemonte, sull'altopiano di Luserna.
Alla fine del Cinquecento, in una relazione che il conte Francesco Caldogno preparò per la Serenissima Repubblica Veneta, Luserna viene descritta come un paesello con circa 40 fuochi, lungo più contrade e con un centinaio di anime.
Successivamente, tra gli abitanti dell'Onoranda Vicinia di Luserna (come recita il documento dell'epoca) e quelli della Magnifica Comunità di Lavarone iniziarono delle dispute per i confini e per l'autonomia amministrativa, le quali portarono alla separazione delle due comunità il 4 agosto 1780.
Durante tutto il 1800 a causa dell'acuirsi dei nazionalismi, le isole linguistiche germanofone dell'allora Tirolo italiano divennero campi di battaglia politica tra la Lega Nazionale Italiana, forte sostenitrice dell'irredentismo e la Deutscher Schulverein legata alla Tiroler Volksbund che fondò a Luserna la prima scuola tedesca in nome della germanicità della popolazione cimbra. La situazione politica trentina era profondamente scossa tra queste due fazioni che ne determinò in poco tempo, la risoluzione a livello militare. 

### Prima guerra mondiale
Collocati lungo il confine meridionale dell'antica provincia austriaca del Tirolo, gli altopiani vennero a trovarsi in prima linea allo scoppio del primo grande conflitto mondiale (1915-1918).
Fin dagli inizi del Novecento i rapporti diplomatici tra Regno d'Italia ed Impero austro-ungarico erano diventati giorno dopo giorno più tesi in relazione al problema delle terre irredente e la possibilità di una pace duratura era irrimediabilmente compromessa. Ormai entrambi gli Stati pensavano all'eventualità di entrare in conflitto. Considerata l'importanza strategica di questa zona, possibile punto di sfondamento per raggiungere Trento, ben prima dello scoppio del conflitto iniziò la costruzione di una poderosa linea di fortezze.
Gli altopiani venivano ad essere il punto nodale di quella che fu la cintura difensiva di un immenso impero. Tra Folgaria e Vezzena furono erette sette fortezze, le quali rappresentavano il meglio della tecnica militare dell'epoca. Nei dintorni di Luserna vi sono molte testimonianze di questa "trincea d'acciaio": il complesso fortificato Campo Luserna (1549 m s.l.m.), il forte Verle (1554 m s.l.m.), l'Osservatorio Fortificato di Cima Vezzena (1908 m s.l.m.), il piccolo Cimitero Militare di Costalta e chilometri di solchi lasciati dalle vecchie trincee.
Il Centro Documentazione Luserna ha ospitato due importanti mostre sul tema della Grande Guerra, nel 2006 e 2007. In occasione dell'ultimo evento è stato edito un interessante volume dal titolo Dagli Altopiani a Caporetto. Von den Hochebenen nach Karfreit, autore Lorenzo Baratter, ex-Direttore del Centro Documentazione Luserna - Documentationszentrum Lusérn. 
Del primo conflitto mondiale restano i ricordi dei profughi di Luserna costretti ad accamparsi presso Hallein come documentato dall'opera "1919, il ritorno dei profughi" (2019) realizzata sempre da Lorenzo Baratter.

### Le opzioni e il secondo conflitto mondiale
Luserna come la Valle dei Mocheni rappresentarono anche dopo il termine del primo conflitto mondiale, una questione ancora aperta. Tali realtà infatti, assieme alla realtà ben più grande tedesca dell'Alto Adige/SudTirol, divennero ben presto vittime di un sistema politico a loro avverso. Ettore Tolomei, politico fascista di origine toscana nato a Rovereto, fu colui che applicò il termine Alto Adige grazie al Programma di Tolomei. Un pacchetto di norme riservato alle nuove province neo-italiane di Trento e Bolzano allo scopo di italianizzare forzatamente il territorio. Tra le norme si registra il divieto dell'utilizzo di termini riferiti all'antica contea tirolese, delle diciture asburgiche nonché dell'utilizzo nella vita quotidiana di ogni altro idioma al di fuori dell'italiano.
Si registrano durante il periodo fascista diversi arresti di persone appartenenti al gruppo cimbro, come perfettamente documentato dal Museo storico del Trentino con motivazioni legate all'utilizzo della lingua cimbra, visto come dimostrazioni di anti-nazionalismo. Simbolo della lotta politica di un intero territorio fu un politico Eduard Reut-Nicolussi, nato a Trento che ancora oggi viene ricordato a Luserna con una targa a lui dedicata sulla casa paterna.
L'aggravarsi della situazione portò Roma e Berlino a trovare un accordo sulla distribuzione delle genti germanofone e tedesche residenti sul suolo italiano, e questo accordo politico furono le opzioni (Opzioni in Alto Adige). Ai lusernesi venne intimato di abbandonare la propria terra per accasarsi nella Germania nazista qualora avessero deciso di continuare a identificarsi come cimbri. Coloro che invece decidevano di restare in Italia avrebbero dovuto abbandonare l'idioma e la loro identità. Per approfondimenti si consiglia l'opera Opzioni - Un grande Imbroglio che racconta i fatti avvenuti tra il 1939 e il 1942, realizzata dall'Istituto Mocheno.

### Tutela della minoranza linguistica
Ora Luserna è tutelata a livello internazionale dall'Accordo De Gasperi-Gruber, dall'art. 6 della Costituzione della Repubblica Italiana, a livello regionale dallo Statuto d'Autonomia e a livello provinciale da un pacchetto di norme specifiche.

### Simboli
Stemma
Lo stemma, approvato con D.G.P. del 26 marzo 1982 n. 2666/3-B, ricorda strumenti della tradizione delle attività locali: su sfondo in pietra bocciardata al naturale sono incrociati punta e mazzuolo. Non sono previsti ornamenti esteriori.
Gonfalone
Il gonfalone è un drappo tagliato d'azzurro e d'argento approvato con D.G.P. del 13 maggio 2005 n. 977.

## Monumenti e luoghi d'interesse
- Chiesa parrocchiale di Sant'Antonio di Padova, costruita tra il 1920 e il 1922
- Forte austroungarico
- Casa museo, costruita tra il 1700 e il 1800.

## Società

### Evoluzione demografica
Abitanti censiti

### Odonomastica
Luserna, come il comune di Chioggia (Venezia), e diversi comuni del Cadore (ad esempio, Auronzo di Cadore) rappresenta un caso demografico quasi unico in Italia: l'elevatissimo tasso di omonimia tra i due principali cognomi, Nicolussi (80% degli abitanti) e Gasperi (10%), ha portato all'ufficializzazione nel registro dell'anagrafe dei soprannomi popolari utilizzati per distinguere i vari rami di una stessa famiglia. I soprannomi più diffusi (spesso di derivazione cimbra) oggi divenuti secondi cognomi, sono: Anzolon, Baiz, Castellan, Ferro, Galeno, Giacomaz, Golo, Leck, Moretto, Moro, Moz, Mozze, Neff, Paolaz, Plezzo, Poiarach, Principe, Reut, Rossi, Trogher, Zagher, Zaiga, Zatta, Zom e molti altri.

### Ripartizione linguistica
La sua popolazione, secondo il censimento del 2021, è per il 68,8% di lingua cimbra e per il 31,2% di lingua italiana.

## Geografia antropica
Il comune di Luserna comprende la frazione Tezze e le località Rivetta e Bisele.

## Amministrazione
| Periodo           | Periodo           | Primo cittadino           | Partito                                          | Carica     | Note   |
| ----------------- | ----------------- | ------------------------- | ------------------------------------------------ | ---------- | ------ |
| 2 luglio 1985     | 19 maggio 1990    | Luigi Nicolussi Castellan | PSI                                              | Sindaco    | [ 25 ] |
| 19 maggio 1990    | 5 giugno 1995     | Luigi Nicolussi Castellan | PSI                                              | Sindaco    | [ 26 ] |
| 5 giugno 1995     | 2 novembre 1996   | Gianni Nicolussi Zaiga    | lista civica                                     | Sindaco    | [ 27 ] |
| 5 maggio 1997     | 15 maggio 2000    | Giuseppe Nicolussi Zatta  | lista civica                                     | Sindaco    | [ 28 ] |
| 15 maggio 2000    | 9 maggio 2005     | Luigi Nicolussi Castellan | lista civica Vor Lusern 2000 - Per Luserna       | Sindaco    | [ 29 ] |
| 9 maggio 2005     | 17 maggio 2010    | Luigi Nicolussi Castellan | lista civica Vor Lusern 2005 - Per Luserna       | Sindaco    | [ 30 ] |
| 17 maggio 2010    | 10 maggio 2015    | Luca Nicolussi Paolaz     | lista civica Burtzan - Migliorare & Progredire   | Sindaco    | [ 31 ] |
| 11 maggio 2015    | 22 settembre 2020 | Luca Nicolussi Paolaz     | lista civica Burtzan                             | Sindaco    | [ 32 ] |
| 22 settembre 2020 | 2 aprile 2024     | Gianni Nicolussi Zaiga    | lista civica Lusern in Hertz - Luserna nel Cuore | Sindaco    | [ 33 ] |
| 3 aprile 2024     | in carica         | Nerio Giovanazzi          |                                                  | Comm. str. | [ 34 ] |